# يو إف سي 39
يو إف سي 39: عودة المحاربين (بالإنجليزية: UFC 39: The Warriors Return)‏ هو حدث لفنون القتال المختلطة نظمته يو إف سي، أُقيم في 27 سبتمبر 2002، على موهيغان صن أرينا في أونكاسفيل، كونيتيكت، الولايات المتحدة.